# Muhammad al-Arabi al-Darqawi
 (avril 2011).
- Si vous ne connaissez pas le sujet, laissez ce bandeau (vous pouvez alors contacter les auteurs).
- Si vous supprimez le contenu mis en cause (vous pouvez préalablement contacter les auteurs),

argumentez précisément cette suppression dans la page de discussion
(un manque de référence n'est pas un argument ; une recherche réelle de référence doit avoir été effectuée, être formellement documentée).
Pour les articles homonymes, voir Derkaoui.
Abou Abdallah Muhammad al 'Arabi ibn Muhammad ibn Hussaïn ibn Saïd ibn Ali Ad Darqawi, surnommé Moulay Larbi Derkaoui (1760-1823), est une personnalité religieuse musulmane marocaine, savant dans les sciences religieuses islamiques et un saint (Wali). Il est à l'origine de la tariqa (voie soufie) Darqawouia, dont le rayonnement dépassa le Maroc.

## Naissance
Descendant du prophète par son petit-fils Al-Hassan ibn Ali, il naquit en 1760  au Maroc. Il vécut dans la région des Banū Zarwāl, dans les collines du Rif au nord-est de Fès.

## Enseignement
Il ne laissa pas de traité mais uniquement des lettres conservées dans un recueil appelé sobrement Ar Risâ'il (Les lettres), contenant également une introduction dans laquelle il explique au lecteur l'intention qui a animé leur rédaction :
(extrait de l'introduction)
Ces lettres (mudhâkaras) sont nombreuses. Elles ne s'adressent pas forcément à quelqu'un de précis parmi nos amis. Parfois je les destine à l'un d'entre eux, parfois à plus d'un, et parfois à tous. C'est seulement lorsque je me suis aperçu du bienfait qu'elles constituaient, de leur secret et de leur excellence, que j'en ai fait un recueil.
Notons quand même qu'il évoquait peu dans ses lettres  les réalités spirituelles, mais abordait essentiellement des questions pratiques concernant le cheminement des disciples.
À titre d'exemple, voici une lettre adressée à l'un de ses disciples :
Lettre 144
Celui qui s’acquitte des rites obligatoires et des œuvres surérogatoires les plus recommandées, veille à se débarrasser de l'urine résiduelle après avoir uriné, s'applique à rester propre, dans un état d'indigence spirituelle et se contente de ce qu'il a, doit savoir qu'il n'y a rien de mieux et qu'il atteindra ce qu'ont atteint les Hommes.
La langue dit un jour à la tête : « Comment ça va aujourd'hui ? »
- Si j'arrive à éviter les problèmes que tu provoques, alors je vais très bien, lui répondit celle-ci.
Celui qui souhaite mettre à l'abri sa vie religieuse et sa carcasse humaine doit s'occuper d'invoquer son seigneur, ou bien se taire, ou encore dormir, car notre époque et nos contemporains sont une source de complications.
Nous recommandons à notre frère, autant qu'il le peut, de prodiguer des conseils spirituels (mudhâkaras) aux serviteurs de Dieu, car Il a dit : « Avertis les, car le rappel est utile aux croyants ». Qu'il ne les renvoie pas tout de suite à leurs affaires, mais qu'il ne néglige pas non plus de finir par les faire partir, afin d'éviter que ne se concentre chez lui un grand nombre de gens. Au contraire, après qu'un tout petit groupe de gens se soient réunis chez lui, il faut les renvoyer de façon qu'un autre petit groupe puisse venir, et ainsi de suite jusqu'à ce que les pas de mon frère soient affermis dans la voie de Dieu; à ce moment, ce contre quoi nous sommes en train de le mettre en garde ne lui nuira pas, mais au contraire lui sera utile et le fera progresser vers son Seigneur.
De même, nous aimerions qu'il fasse preuve de caractère, et non de faiblesse, et qu'il n'adopte pas ses propres idées pour adopter celles des autres: il n'y a aucun intérêt pour toi à agir ainsi. Ce qui vous intéresse, les autres et toi-même, s'est de plaire à Dieu et non de plaire à ses serviteurs; de toute façon, il est impossible de satisfaire tout le monde; or quoi de plus idiot que de rechercher l'impossible ! Fais très très attention aux idées (ra'y) des disciples et à celles des autres ! C'est ton point de vue qui est le bon.
Dieu a dit : « Mais quant à l'homme, une vision intérieure contrôle son âme, La plupart des gens sur terre sont tels que si tu leur obéis, ils t'égareront hors du chemin de Dieu ».
Si tu hésites concernant une affaire, ne sachant pas s'il vaut mieux faire quelque chose où au contraire t'en abstenir, accomplis alors la prière de demande du meilleur parti; ou prie deux raka'as  (cycles de prière rituelle) en récitant deux courtes sourates telles que "N'avons nous pas élargi ta poitrine ?..." ou "En vérité nous l'avons fait descendre..."; prie sur l'Envoyé de Dieu, ne serait ce que trois fois le matin et le soir; dis autant de fois "Dieu nous suffit ! Quel excellent protecteur !" et "Point de force ni de puissance si ce n'est par Dieu, l’Élevé, l'Immense" Dieu te montrera alors où se trouvent la vérité et l'erreur.
Nous pensons que lorsque l'homme de la Voie (salik) met cela en pratique et demande conseil à son cœur, comme l'a dit le Prophète à l'un de ses Compagnons, "Demande conseil à ton cœur...", alors seule la vérité s'installera dans son cœur.
Certes, si tu sais par expérience que la vision intérieure de l'un des disciples ou d'une autre personne est plus forte que la tienne, alors il est juste de suivre la personne en question, qu'il s'agisse d'un disciple ou non.
Que Dieu te renforce et t'assiste !
Salut ! (Salam)

## Lignée spirituelle (Silsila)
Il fut le disciple du grand mystique Moulay Ali ibn Abderrahman Al Amrani Al Hassini Al Fasi dit "Jamal" (le "chameau") qui avait sa zaouïa à Fès, au lieu-dit Hummat Er-Remula. La doctrine de Moulay Larbi Derkaoui procède de la tariqa Chadhiliyya.
1. Le prophète de l'Islam, Mahomet
2. Al-Imam Ali ibn Abi Talib
3. Al-Imam Al-Hassan ibn Ali
4. Abu-Muhammad Jâbir
5. Sa'id (Muhammad) al-Ghazwâni
6. Muhammad Fathu-s-Su'ûd
7. Sa'ad
8. Abu Muhammad Sa'îd as-Sâfî
9. Abul-Qâssim Ahmad al-Marwâni
10.Ibrahim al-Khawwâs
11.Zinu-Dîn al-Qazwînî
12.Muhammad Shamsu-Dîn (al-Turkumâni)
13.Tâju-Dîn Muhammad (al-Turkumâni)
14.Nûru-Dîn Abul-Hassan Ali
15.Fakhru-Dîn
16.Taqiyu-Dîn al-Fuqayr
17.Abdu-Rahmân al-Madani az-Zayyât
18.Abdessalam Ibn Machich al-Alami
19.Abou Hassan al-Chadhili, à l'origine de la Tariqa Chadhiliya
20.Abul-'Abbas al-Mûrsi
21.Tâju-Dîn Ahmad Ibn 'Ata Allah al-Iskandari
22.Dawûd al-Mâkhilî
- Puis la famille Wafa en Égypte :

23. Muhammad Wafâ Bahru-Safâ et son fils
24.Ali ibn Muhammad Wafâ
25.Yahyâ ibn Wafâ al-Qâdirî
- Puis  26.Ahmad ibn 'Oqba al-Hadramî. Yémenite, il mourra au Caire.

- Puis 27.Ahmad al-Barnûsî Zarrûq al-Fâsî, le grand juriste Malikite, auteur de nombreux ouvrages. Étudiant auprès de nombreux chouyoukh, dont Sidi Ahmad ibn 'Oqba al Hadramî, il ramènera la Tariqa au Maroc.

28.Ibrahim al-Fahhâm
29.Ali al-Sanhâji ad-Dawwâr
30.Abdu-Rahman al-Majdûb, le célèbre Majdûb dont les paroles de sagesse sont devenues proverbiales.
- Puis la famille al Fasi à Fès :

31.Abul-Mahâsin Yûsef al-Fâsî al Andalusî
32.Abdu-Rahman al-Fâsî
- Puis la famille ibn Abdillah (apparentée à la précédente) à Fès :

33.Muhammad ibn Abdullah al-Fâsî
34.Qâssim al-Khassâsi
35.Ahmad ibn Muhammad ibn Abdullah al-Fâsî
36.Muhammad al-'Arabi al-Fâsî Ma'in
Puis son maître Ali "al Jamal" de Fès :
37.Abul Hassan Ali "al-Jamal" al Amrani al Hassani
Et enfin :
38.Moulay al-'Arabi ad-Darqâwî

## Décès et postérité
Il est mort le 28 octobre 1823 (22 safar 1239) dans sa zaouïa de Bou Brih où il a été enterré.
Il laissa trois fils : Sidi Mohammed, Moulay Ali et Moulay Tayeb.
(pour la suite : passage à compléter en réorganisant aussi l'article sur la Darqawia et en se basant sur l'article anglais de Dar Sirr)
La tarīqa Darqawouia dont il fut à l'origine, fut un temps la plus importante du Maroc et est, aujourd’hui encore, très répandue en Afrique du Nord.
Moulay Larbi Derkaoui eut de nombreux disciples : Sidi Ahmed El Bedaoui El Fassi, Sidi Mohammed El Bouzidi, Sidi Mohammed El Harraq, Sidi Abdelouhad Ed Derbarh El Fassi, Sidi El Hadj Mohammed El Rhomari, Sidi Mohammed El Fassi, Sidi Malek Ez Zehouni et Sidi Bouazza Al Mahaji. Les sept premiers disciples de Moulay Larbi Derkaoui sont tous Marocains. Ils ont tous fondé des tarika qui portent leur nom. Seul Sidi Bouazza Al Mahaji est Algérien. Il a fondé la Tarika Derkaouia en Algérie[réf. nécessaire].
Cette confrérie a joué un tel rôle dans l'histoire du Maghreb qu'Octave Depont et Xavier Coppolani écrivaient en 1897 que dans tous les mouvements insurrectionnels en Algérie et au Maroc[réf. nécessaire] on trouvait la main de la confrérie Chadhiliyya-Derkaoua[évasif].
Cette Zaouïa Derkaouia se trouve sur l'axe[évasif] :  Oujda, Ahfir, Saïdia, Tetouan (Maroc), Tlemcen, Oran (Algérie).

## Contemporains
- Les sultans du Maroc Mohammed III, Al-Yazid, Hisham, Sulayman et Abd Ar Rahman
- Le fondateur de la Tariqa Tidjaniya, Sidi Ahmed At-Tijani (1737-1815)